# Центральная Джума-мечеть (Махачкала)
Центральная Джума-мечеть Махачкалы или «Юсуф Бей Джами» — главная джума-мечеть Махачкалы.
Строительство мечети было начато в 1991 году благодаря финансированию одной из богатых турецких семей. За образец была принята Голубая мечеть в Стамбуле. Торжественное открытие состоялось в 1997 году. 
В 2004—2007 гг. проведена реконструкция здания с целью увеличить его вместимость до 15 тыс. человек. В июле 2007 года в Махачкале прошёл телемарафон, благодаря которому для расширения мечети и благоустройства прилегающей территории было собрано более 25 млн рублей.

## Имамы
- Сайидмухаммад-хаджи Абубакаров (1996-1988)
- Магомедрасул Саадуев (май 1998—2016)
- Идрис-Хаджи Асадулаев (2016)
- Мухаммад Саламов и. о. (2016 — 19 июля 2017)
- Мухаммад Саламов (19 июля 2017 — 13 июля 2018)[5]
- Зайнулла Атаев (13 июля 2018 — 5 июля 2019)[6]
- Умарасхаб Арсланалиев (5 июля 2019 — 7 августа 2020)[7]
- Ислам Ханмагомедов (7 августа 2020 — 3 августа 2021)[8]
- Мухаммад Атангулов (3 августа 2021 — 11 августа 2022)[9]
- Мухаммадтагир Ахмедов (11 августа 2022 — 21 июля 2023)[10]
- Мухаммад Мусаев (с 21 июля 2023)[11]
- Адиль Ибрагимов[12]